# Církevní výbor
Církevní výbor (francouzsky Comité ecclésiastique) byla komise za Velké francouzské revoluce. Výbor byl jmenován Ústavodárným národním shromážděním, aby připravil podklady týkající se záležitostí francouzského duchovenstva.

## Vývoj
Dne 20. srpna 1789 bylo jmenováno 15 členů výboru:
- François de Bonal, biskup z Clermontu a předseda výboru
- Charles-Léon de Bouthillier-Chavigny
- Pierre Etienne Despatys de Courteilles
- Abbé François-Henri-Christophe Grandin, kněz z Ernée
- Abbé Luc-Francois de Lalande
- Jean-Denis Lanjuinais
- Anne-Louis-François-de-Paule Le Fèvre d'Ormesson de Noyseau
- Pierre-Toussaint Durand de Maillane
- Jerome Legrand
- Louis-Simon Martineau
- Marie-Charles-Isidore de Mercy, biskup z Luçonu
- Anne Louis Christian de Montmorency
- Étienne François Sallé de Chou
- Jean-Baptiste Treilhard
- Abbé Suzain Gilles Vaneau, rektor v Orgères

Základem jednání výboru bylo znárodnění majetku duchovních. Ale kolem biskupa z Clermontu se uskupili někteří členové, kteří se stavěli proti použití dekretu a blokovali práci výboru. Člen Pierre-Toussaint Durand de Maillane proto požádal Ústavodárné shromáždění o zdvojnásobení počtu členů. Dne 7. února 1790 bylo zvoleno dalších 15 členů:
- Christophe Antoine Gerle, řečený Dom Gerle, kartuzián
- Achille Pierre Dionis du Séjour
- François-Xavier-Marc-Antoine de Montesquiou-Fézensac
- Louis-Marie Guillaume
- Benjamin-Léonor-Louis Frotier de La Coste-Messelière
- Pierre Samuel du Pont de Nemours
- Jean-Baptiste Massieu
- Louis-Alexandre Expilly de La Poipe
- Charles-Antoine Chasset
- Abbé Jean-Gaspard Gassendi
- François Louis Le Grand de Boislandry
- Jacques Defermon
- Dom Pierre-Jean Le Breton
- Jean-Louis Lapoule
- Abbé Anne-Alexandre-Marie Thibault

Výbor vypracoval články Civilní ústavy duchovenstva, kterou přijalo Ústavodárné shromáždění dne 12. července 1790.